# Brandbu Station
Brandbu Station (Brandbu stasjon) var en jernbanestation på Røykenvikbanen, der lå i Gran kommune i Norge.
Stationen åbnede som holdeplads sammen med banen 20. december 1900. Den blev opgraderet til station 1. april 1904. Den blev nedgraderet til holdeplads igen 1. april 1932 som en besparelse forud for, at persontrafikken på banen blev indskrænket til et enkelt dagligt persontog 15. september samme år. Persontrafikken på banen ophørte helt 25. juni 1949, og 11. november 1957 blev den nedlagt.
Oprindeligt havde stationen kun en meget beskeden stationsbygning på vestsiden af sporet og kun lidt anlæg i det hele taget. Først i 1912 opførtes en ny stationsbygning på østsiden af sporet efter tegninger af Harald Kaas. Den gamle bygning blev flyttet til Viul Station på Roa-Hønefossbanen i 1916. Den nye stationsbygning blev revet ned i 1984, men pakhuset står stadig i ombygget form. Sporene mellem Brandbu og Røykenvik blev taget op i 1960, mens stykket mellem Brandbu og Andfossen fulgte noget senere. Det tidligere jernbanetracé benyttes nu af Fylkesvei 34.